# Chihana Hara
Pour les articles homonymes, voir Chihana et Hara.
Chihana Hara (原 千華) (née le 13 avril 1989 à Iruma dans la préfecture de Saitama) est une gymnaste rythmique japonaise. Elle participe à une édition des Jeux olympiques et à deux éditions des Championnats du monde de gymnastique rythmique.

## Jeux olympiques
- Jeux olympiques d'été de 2008 à Pékin ( Chine)

## Championnats du monde de gymnastique rythmique
- Championnats du monde de gymnastique rythmique 2007 à Patras ( Grèce)
- Championnats du monde de gymnastique rythmique 2009 à Ise ( Japon)